# Каллин, Джон
Джон Каллин (англ. John Callen) — новозеландский театральный режиссёр, киноактёр и художник английского происхождения. Его самая известная роль — гнома Оина в кинотрилогии «Хоббит».

## фильмография
- 1981 — «Pictures» — Casey
- 1993 — «Воин радуги» / The Rainbow Warrior
- 2000 — «Перья мира» / The Feathers of Peace — Richard Freeman
- 2004 — «Остров сокровищ Дети: Монстр острова сокровищ» / Treasure Island Kids: The Monster of Treasure Island — Conrad
- 2004 — «Остров сокровищ Дети: Битва за Остров сокровищ» / Treasure Island Kids: The Battle of Treasure Island — Conrad
- 2011 — «Love Birds» — профессор Крэддок
- 2012 — «Хоббит: Нежданное путешествие» / The Hobbit: An Unexpected Journey — Оин
- 2013 — «Хоббит: Пустошь Смауга» / The Hobbit: The Desolation of Smaug — Оин
- 2014 — «Хоббит: Битва пяти воинств» / The Hobbit: The Battle of the Five Armies — Оин